# Вихлянцевское сельское поселение
Вихля́нцевское се́льское поселе́ние — бывшее муниципальное образование в составе Урюпинского района Волгоградской области.
Административный центр — хутор Вихлянцевский.

## История
Вихлянцевское сельское поселение образовано 30 марта 2005 года в соответствии с Законом Волгоградской области № 1037-ОД.
Вихлянцевское сельское поселение упразднено 26 апреля 2019 года и включено в Беспаловское сельское поселение в соответствии с законом Волгоградской области № 38-ОД

## Население
| 2010 | 2012 | 2013 | 2014 | 2015 | 2016 | 2017 |
| ---- | ---- | ---- | ---- | ---- | ---- | ---- |
| 252  | ↘242 | ↘235 | ↘227 | ↘219 | ↘217 | ↘209 |
| 2018 | 2019 |      |      |      |      |      |
| ↘205 | →205 |      |      |      |      |      |

## Состав сельского поселения
| № | Населённый пункт | Тип населённого пункта        | Население |
| - | ---------------- | ----------------------------- | --------- |
| 1 | Астаховский      | хутор                         | 78        |
| 2 | Вихлянцевский    | хутор, административный центр | 174       |